# پیرانیا (فیلم ۱۹۹۵)
پیرانیا (انگلیسی: Piranha) فیلمی در ژانر ترسناک است که در سال ۱۹۹۵ منتشر شد.

## بازیگران
- ویلیام کت
- الکساندرا پائول
- سلی مون فرای
- میلا کونیس
- لیلند ارسر
- لوریسا مک‌کوماس